# Apipilolco
Apipilolco är en ort i Mexiko.   Den ligger i kommunen Acatzingo och delstaten Puebla, i den sydöstra delen av landet, 150 km öster om huvudstaden Mexico City. Apipilolco ligger 2 171 meter över havet och antalet invånare är 235.
Terrängen runt Apipilolco är platt österut, men västerut är den kuperad. Runt Apipilolco är det tätbefolkat, med 319 invånare per kvadratkilometer. Närmaste större samhälle är Acatzingo de Hidalgo, 1,8 km sydost om Apipilolco. Trakten runt Apipilolco består till största delen av jordbruksmark.